# A Cry for Help
A Cry for Help è un cortometraggio muto del 1912 diretto da D.W. Griffith.

## Trama
Un medico soccorre un vagabondo investito da un'auto e lo ospita a casa sua dove gli dà da mangiare. Nel frattempo il marito di una paziente che è morta vuole vendicarsi del dottore, uccidendolo. Cerca di introdursi nella casa del medico ma ne viene impedito dalla presenza del vagabondo che, alla fine, viene buttato fuori dalla domestica. L'uomo, preso dal suo raptus, aggredisce il dottore che grida aiuto. Il vagabondo, sentendo l'urlo, entra di nuovo in casa da una finestra posteriore nonostante l'intervento di un poliziotto, riuscendo a salvare il suo benefattore.

## Produzione
Il film fu prodotto dalla Biograph Company. Venne girato a New York.

## Distribuzione
Distribuito dalla General Film Company, il film - un cortometraggio di una bobina - uscì nelle sale cinematografiche USA il 23 dicembre 1912. Ne venne fatta una riedizione distribuita sul mercato americano il 17 aprile 1916